# Kloster Allerheiligen (Schaffhausen)

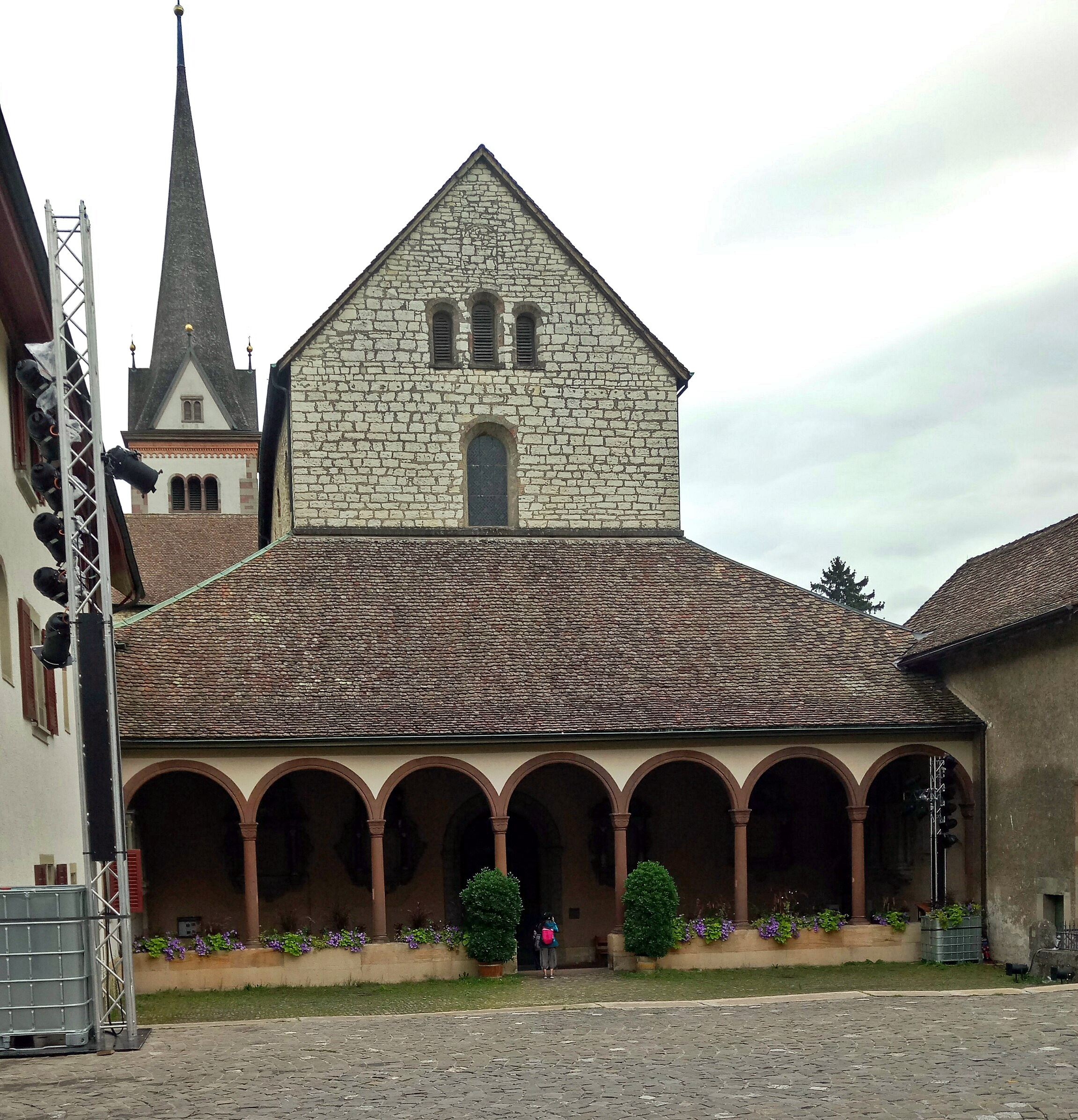
Münster Allerheiligen, Westseite mit Vorhalle

Das Kloster Allerheiligen oder Salvator-Kloster in Schaffhausen war eine Benediktinerabtei und wurde von Eberhard VI. von Nellenburg 1049 gestiftet. Das Münster ist heute eine evangelisch-reformierte Pfarrkirche.

## Geschichte

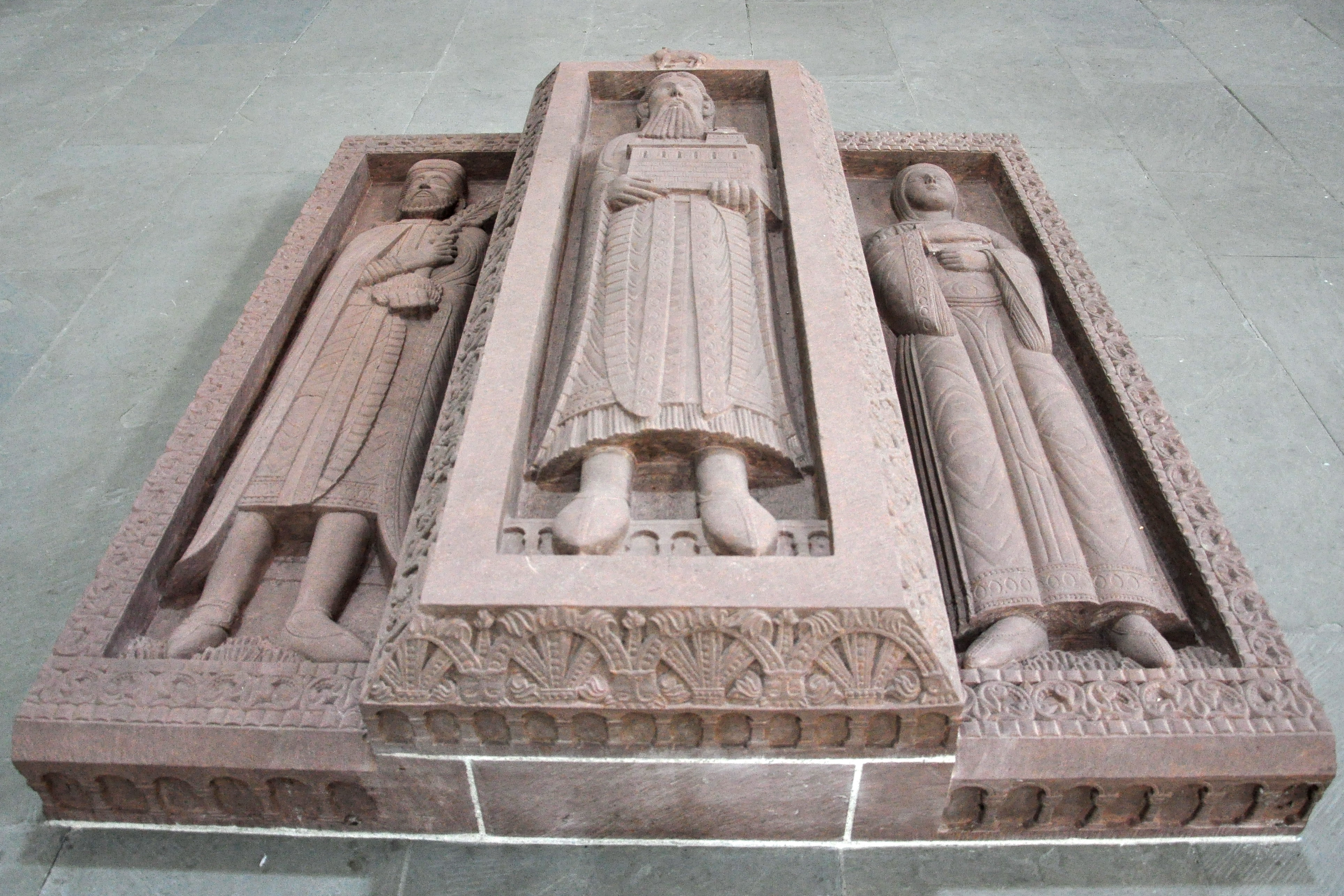
Rekonstruktion der Grablege der Nellenburger im Münster
In der Mitte Graf Eberhard († 1078/79) als Gründer und Stifter des Klosters mit dem Kirchenmodell im Arm, nördlich (im Bild rechts) seine Gemahlin, Gräfin Ita († nach 1100), Gründerin des Doppelklosters St. Agnes, und südlich ihr Sohn Burkhard († 1101/02) mit Bäumchen oder Halm mit Wurzelballen (festuca) in den Händen, welches die Schenkung symbolisiert.

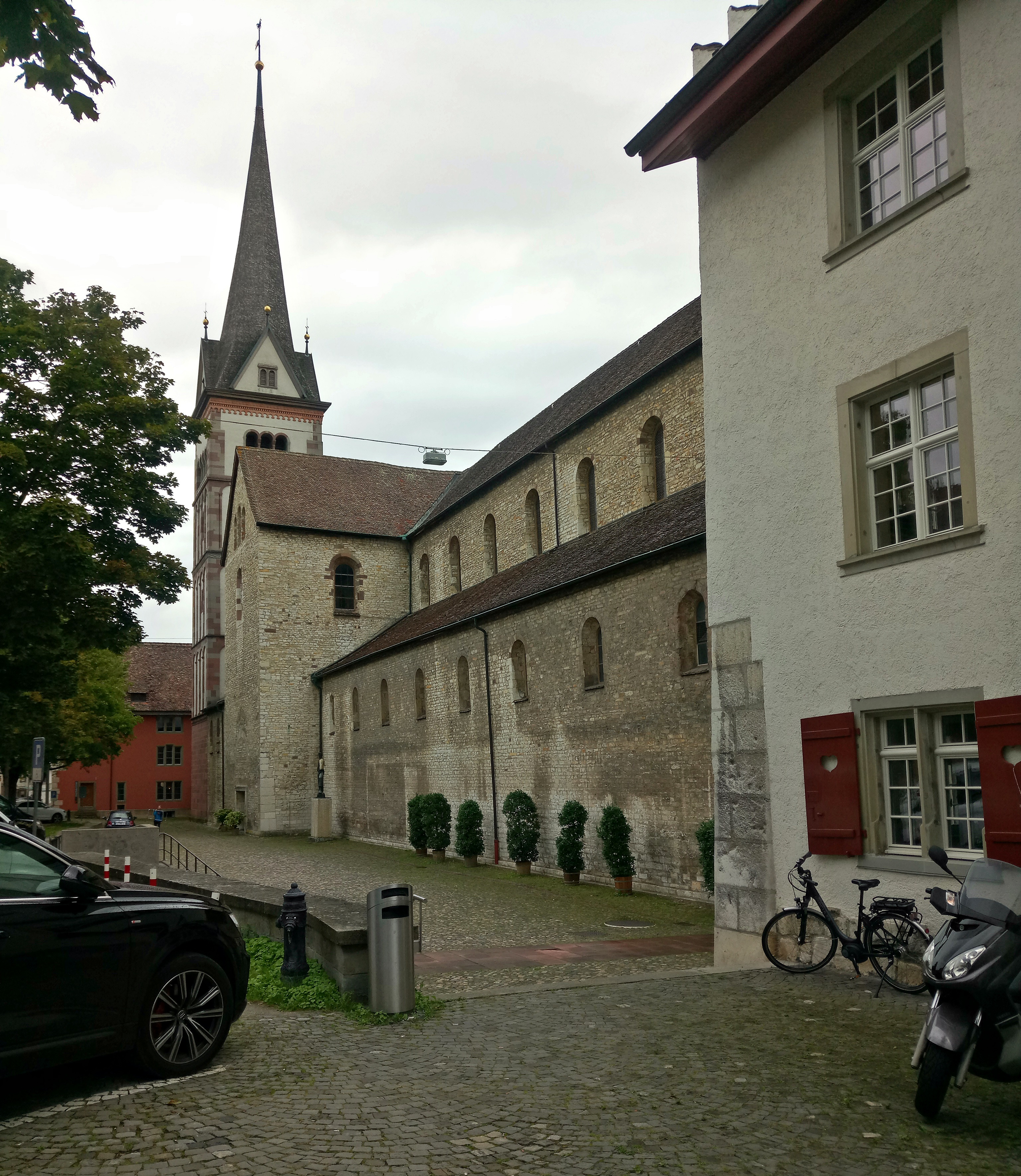
Münster Allerheiligen, Nordseite mit Langhaus, Querschiff und Turm

### Gründung
„Am 10. Juli 1045 verlieh Kaiser Heinrich III. dem Grafen Eberhard von Nellenburg das Münzrecht in dessen villa Scâfhusun. Wenige Jahre nachher, um 1050, stiftete Graf Eberhard im Schachwald, zwischen dem Ort Schaffhausen und dem Rhein, ein Benediktinerkloster.“
Am 22. November 1049 hatte Papst Leo IX., ein Onkel des Stifters, „einen Altar zu Ehren der Auferstehung Christi, die sog. Urständs- oder Erhardskapelle“ geweiht, „und damit wohl auch den zukünftigen Bauplatz des Klosters. […] Bereits 1050 war das Kloster im Bau.“
Heinz Gallmann nimmt an, „daß das Kloster, der Ideenwelt dieses Papstes entsprechend, ein eigenes Rechtssubjekt, dem Schutz des Papstes unterstellt, bildete, die Rechte der Stifterfamilie sich also auf die erbliche Vogtei und die Bestellung des Abtes beschränkten.“
1064 war der Bau des nellenburgischen Eigenklosters von Eberhard von Nellenburg und seiner Frau Ita unter der Leitung des Baumeisters und Hofkaplans Luitpald vollendet. Es wurde dem Salvator (lateinisch für ‚Erlöser‘), dem heiligen Kreuz, der Gottesmutter Maria und allen Heiligen geweiht. Vorbild dieser ersten Abtei waren Sakralbauten aus dem cluniazensischen Burgund. Das Kloster, dem bereits bei seiner Entstehung ein siechhus angebaut worden war, nahm einen raschen Aufschwung. „Das Münster dieses Eigenklosters der Nellenburger wurde 1064 von Bischof Rumald von Konstanz geweiht und von Papst Alexander II. unter den Schutz des römischen Stuhls gestellt.“
Das Kloster im Investiturstreit

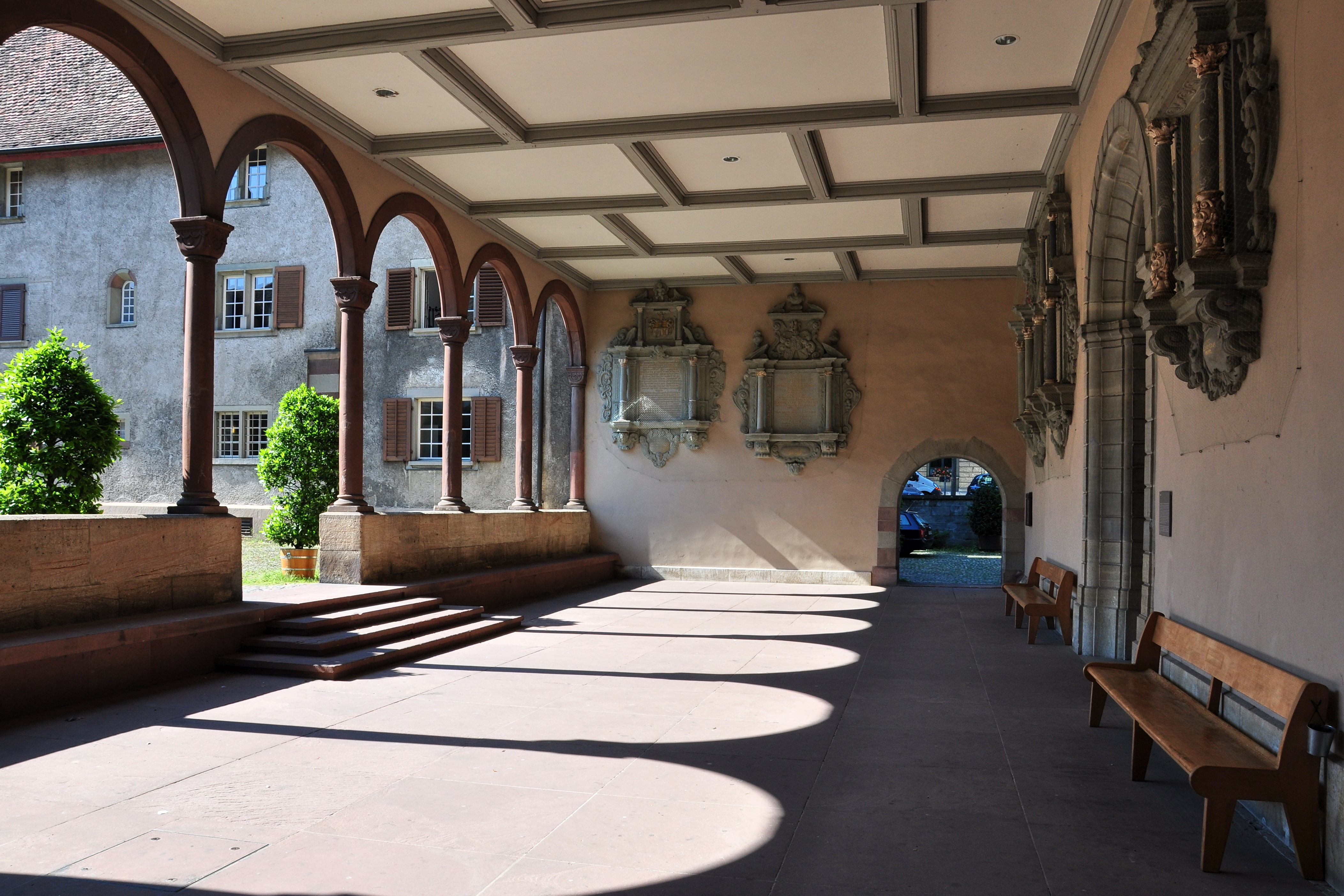
Inneres der Vorhalle

„Nach dem Tode Graf Eberhards von Nellenburg berief sein Sohn, Graf Burkhard, im Jahr 1079 den Abt Wilhelm von Hirsau zur Reform des Klosters und verzichtete auf die Eigenklosterrechte. […] Zu den Schenkungen Graf Burghards gehörte auch der Ort Schaffhausen.“
Im Investiturstreit, der zwischen 1075 und 1122 eskalierenden Auseinandersetzung zwischen Kirche und weltlicher Macht um das Recht der Amtseinsetzung von Geistlichen, „zählte das Schaffhauser Kloster zusammen mit Hirsau zu den führenden Klöstern der gregorianischen Partei.“ (Gallmann, 86). In der Region gehörte auch das Kloster St. Blasien zu den grossen Reformklöstern der cluniazensischen Reform im Heiligen Römischen Reich.
Über den bestehenden Fundamenten wurde ab 1090 das heutige Münster errichtet, das nur noch aus drei Schiffen und einem Querhaus bestand. Die Bauarbeiten begannen im Chor und waren 1095 abgeschlossen. Das Münster gilt heute als der grösste romanische Sakralbau der Schweiz.

„Neben dem Grundbesitz brachten vor allem die Hoheitsrechte über die Stadt Schaffhausen (Münz-, Zoll-, Markt-, Fähr- und Stapelrecht) dem Kloster ansehnliche Einkünfte. Verschiedene dieser Rechte gingen jedoch schon bald als Erblehen an angesehene Stadtbürger über. Im 12. Jahrhundert geriet das Kloster in eine gewisse Abhängigkeit von der Stadt.“

Im 11. Jahrhundert hatte die gesellschaftliche und ökonomische, auch technische Entwicklung im westlichen Europa sich enorm beschleunigt – vor allem durch die sich herausbildenden Städte:
„Die mittelalterlichen Städte gewannen, nachdem sie sich einmal ökonomisch gefestigt hatten, bald relative Autonomie, die sichtbare Form annahm. […] Sie brachten bald ein eigenes städtische Patriziat hervor, […] das sich zum größten Teil aus den Reihen der früher feudalen Zwischenhändler oder erfolgreichen Kaufleute oder Manufakturbesitzern rekrutierte.“
Schaffhausen lag im Schnittpunkt zweier Fernhandelsachsen, zudem mussten Transporte wegen des Rheinfalls hier umgeladen werden. Es war ein Sonderfall, dass der Nellenburger Graf Burghard alle kommerziell nutzbaren Rechte dem Kloster übertragen hatte, die Mönche waren in Regelung und Verwaltung zunehmend überfordert und konnten diese nur an städtische Geschäftsleute oder Beamte abgeben. Auch in der Beurkundung von Geschäften war das Kloster auf Hilfe angewiesen. „Dem Kloster Allerheiligen war es im 13. Jahrhundert nicht mehr möglich, eine selbstständige politische Rolle zu spielen; auch als religiöses Zentrum verlor es seine Bedeutung.“

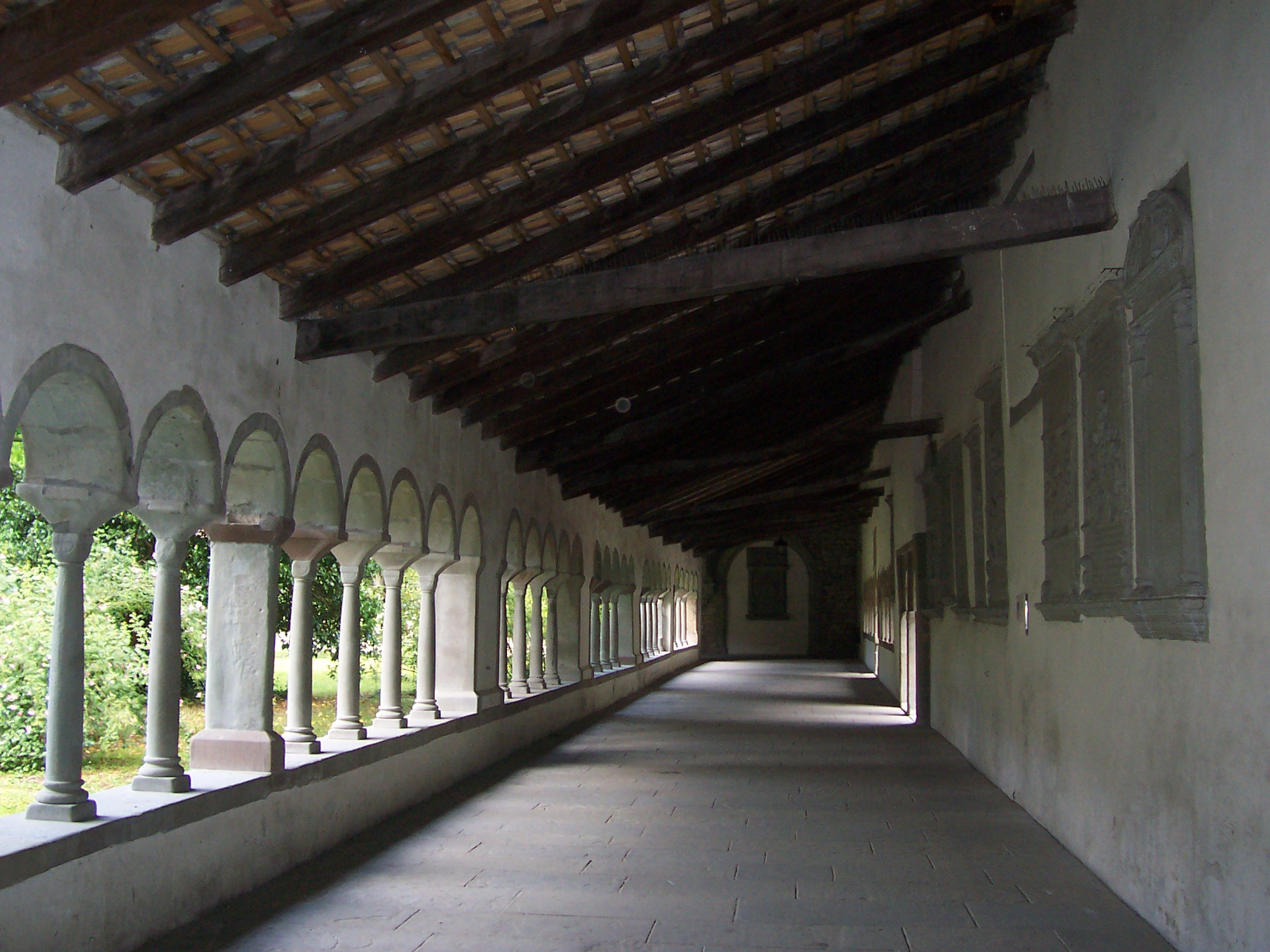
Kreuzgang

Zuvor stand das Kloster über 100 Jahre im Spannungsfeld „zwischen geistlicher und weltlicher Tätigkeit“, das zu „hoher Blüte“ führte, „auch im Zusammenhang mit einigen hervorragenden Gestalten unter den Äbten.“
Zur Gründung des Klosters und dessen Geschichte im 11. Jahrhundert siehe: Schaffhauser Stifterbuch.

### 12. Jahrhundert
Eine Schenkung (1117) erfolgte bei Lipporn am Mittelrhein durch den Stammvater des Hauses Nassau Graf Dudo von Laurenburg. Sie führte zum Bau der Benediktinerabtei Kloster Schönau (Strüth) (ca. 1126–1145). Als Doppelkloster wurde sie bekannt durch die Heilige Elisabeth von Schönau, welche mit der Heiligen Hildegard von Bingen korrespondierte. Elisabeths Visionen wurden durch ihren Bruder, Eckbert von Schönau aufgezeichnet, der Abt des Klosters Schönau war.
Im Februar des Jahres 1120 überfiel Konrad von Zähringen, der Bruder von Herzog Berthold III. (Zähringen) das Kloster und verwüstete die Umgebung, obwohl Abt Adalbert und die Einwohner des Ortes sich ihm ergeben hatten.
Um 1122 kam das Kloster Allerheiligen durch eine Schenkung des kinderlos gebliebenen Ritters Arnold von Hiltensweiler und seiner Gemahlin Junzila zu Besitzungen in Oberschwaben, die es mit einer Zellengründung und der späteren Gründung des Klosters Langnau festigte. Allerdings führte dortige Misswirtschaft und Geldmangel im Jahr 1389 schliesslich dazu, dass die Anwesen über eine Zwischenstufe alsbald in die Hände der Pauliner fallen sollten.
Nach dem Tod von Graf Eberhard von Nellenburg starb die alte Nellenburger Linie aus und wurde durch die Heirat der Erbtochter mit Graf Mangold von Veringen weitergeführt. Aber gleich zu Anfang wird dieser nicht als Schützer, sondern als „Kistenfeger“ des Klosters benannt. 1179 befiehlt Kaiser Friedrich dem Grafen von Veringen, er solle beim Verlust der kaiserlichen Gnade die Rechte des Klosters Allerheiligen zu Schaffhausen als Vogt, besser achten und von dessen Bedrückung abstehen.

### Neuzeit
1524 wurde die Abtei in ein Chorherrenstift umgewandelt und das Münster zur zweiten städtischen Hauptkirche von Schaffhausen. 1529 setzte sich in Schaffhausen die Reformation durch und das Kloster wurde aufgelöst. Die bereits unter dem Abt Siegfried (oder Sigefrid) im 11. Jahrhundert reichhaltig ausgestattete Klosterbibliothek wurde Bestandteil der Stadtbibliothek Schaffhausen.
1763–1764 erfuhr der Münsterturm eine Aufstockung und erhielt einen neuen Spitzturmhelm. Mit dem Auftrag wurde der Kirchen- und Brückenbaumeister Johann Ulrich Grubenmann betraut.
Bei der Bombardierung von Schaffhausen durch US-Bomber am 1. April 1944 wurden Teile des Klosters, darunter die neue Abtei, zerstört, aber später wieder aufgebaut. In den Jahren 1950 bis 1973 wurde das Münster zu Allerheiligen mit Unterstützung des Bundes innen und aussen umfassend renoviert und unter Schutz der Eidgenossenschaft gestellt.
Die Klosteranlage umfasst heute die folgenden Sakralbauten:
- Johanneskapelle (1049–1064)
- Münster (1090–1095)
- Münsterkapelle (ehemalige Marienkapelle oder Annakapelle, 1049, 12. Jh., 1522)
- Erhardskapelle (um 1250, mit Grab des Stifters)
- Michaelskapelle (um 1250)
- Oswaldskapelle (1524)

## Münsterkirche

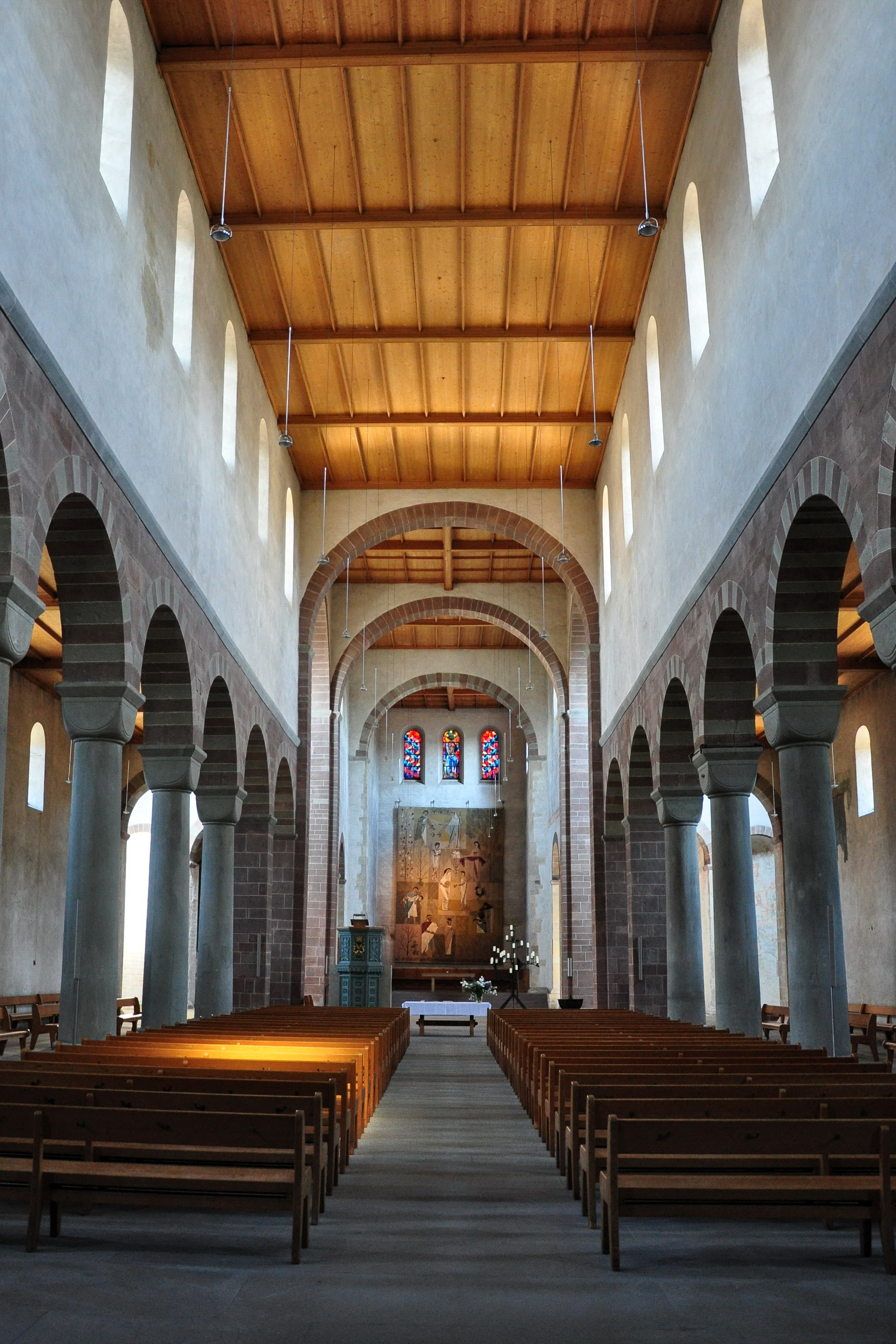
Innenansicht des Münsters gegen Osten

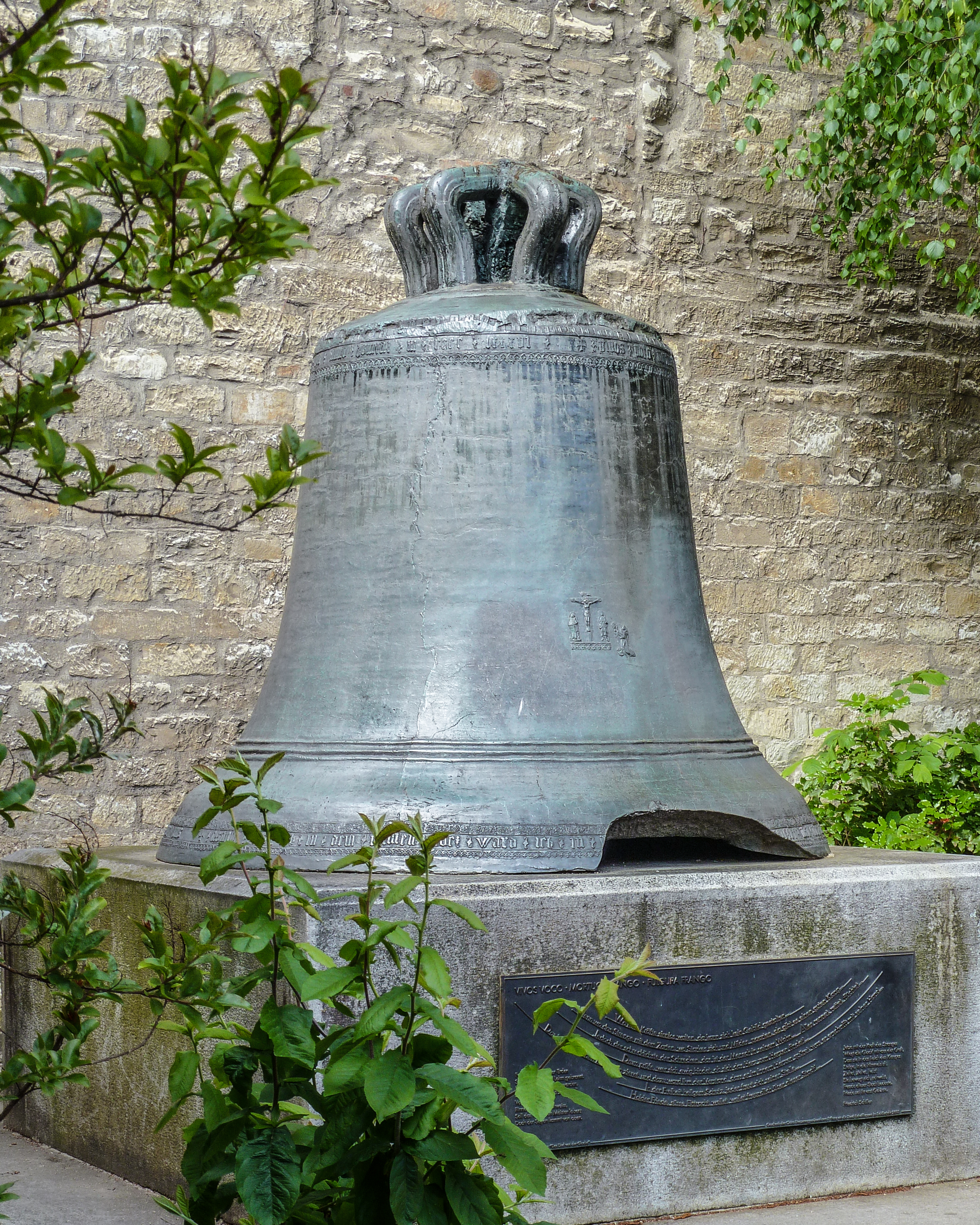
Schillerglocke von 1486

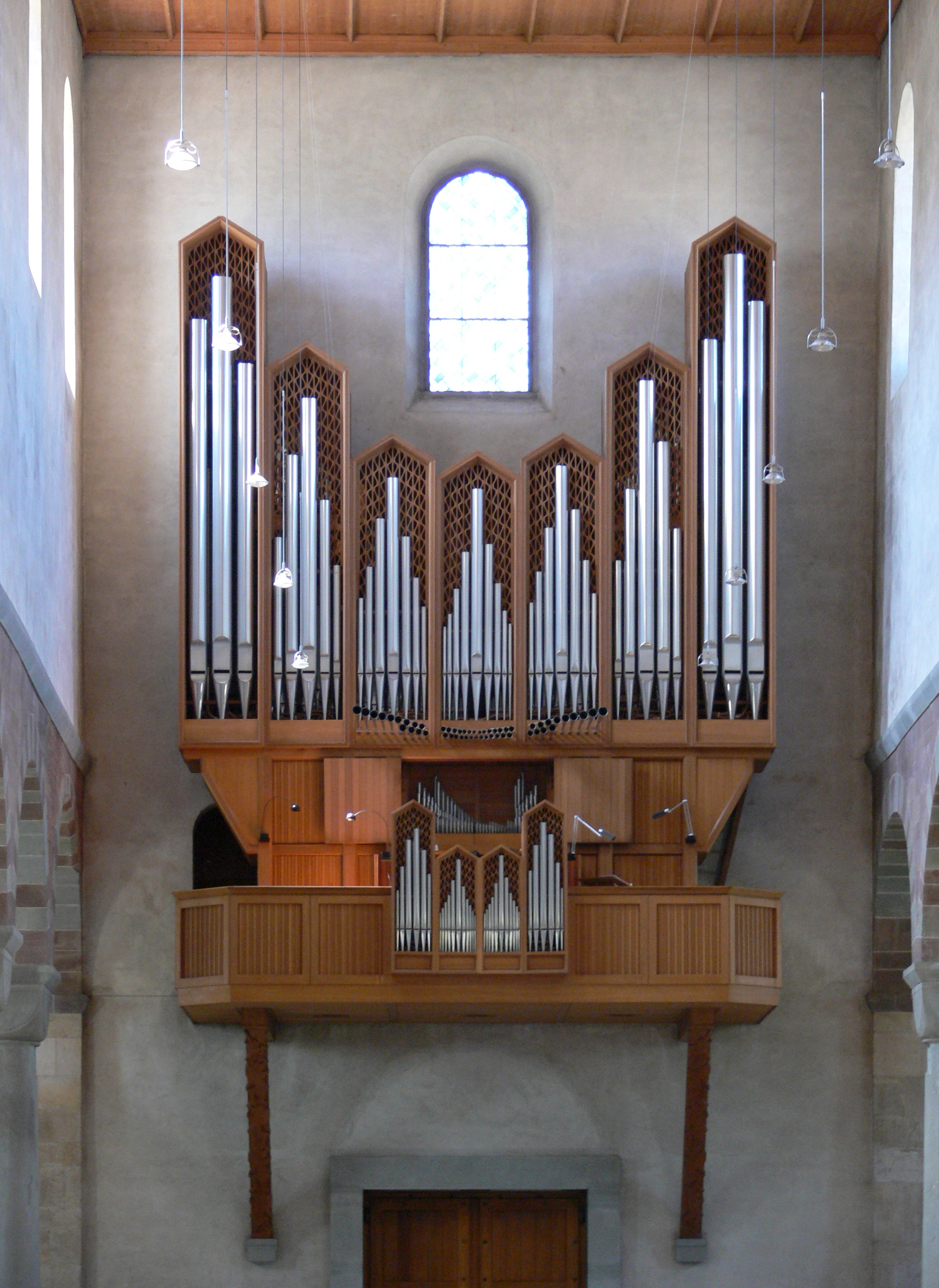
Metzler-Orgel von 1958

Die erste Klosteranlage mit Kirche war 1064 vollendet. Um 1090 begann man damit, ein größeres fünfschiffiges Münster zu bauen, das aber nicht über die Fundamente hinaus kam. Stattdessen realisierte man die etwas bescheidenere, heutige, dreischiffige Basilika, die kurz nach 1100 geweiht wurde. Das Langhaus ruht auf 12 mächtigen monolithischen Säulen aus grauem Rorschacher Sandstein. Vorn besitzt die Kirche ein Querhaus mit Vierung an die sich nach Osten ein dreischiffiger Altarraum mit rechteckigen Chorabschlüssen anfügt. Die Außenmauern bestehen aus unverputzten Kalksteinquadern. An der Nordseite, neben dem Altarbereich, steht der Turm mit darunter liegender Kapelle, die heute, von der Kirche aus zugänglich, als Taufkapelle und Ort stillen Gebetes dient. Der Münsterturm wurde um 1150 im romanischen Stil errichtet, trägt jedoch einen spätgotischen Spitzhelm.
Im südlichen Nebenchor hat man Malereien des 15. Jahrhunderts freigelegt, einen sogenannten Credo-Fries, auf dem die Hauptglaubenssätze des Credo in Medaillons dargestellt sind. Auch diverse andere mittelalterliche Gemälde auf den Wänden sind ganz oder in Resten erhalten.
Im südlichen Querschiff befindet sich das Sandsteingrabmal des Klosterstifters Eberhard VI. von Nellenburg, seiner Gattin und seines Sohnes. Die heutigen Grabplatten sind genaue Repliken der ursprünglichen, die nur noch beschädigt, bzw. in Teilen existieren.
Im nördlichen Querschiff liegt die romanische Grabplatte eines unbekannten Abtes, sowie die gotische Grabplatte des Abtes Berchtold I. von Wiechser († 1361).
Draußen im Freien, vor dem südlichen Querschiff, steht die sogenannte Schillerglocke, 1486 in Basel gegossen und mit 4500 kg Gewicht eine sehr große Glocke der Gotik. Sie ist beschädigt, hing aber bis 1898 läutend im Münsterturm und inspirierte Friedrich Schiller zu seinem Lied von der Glocke. Ihre obere Umschrift „Vivos voco - Mortuos plango - Fulgura frango“ („Die Lebenden rufe ich, die Toten beklage ich, die Blitze breche ich.“) wählte er als Überschrift des berühmten Gedichtes.

### Orgeln
Die Orgel wurde 1958 von der Orgelbaufirma Metzler erbaut. Das Schleifladen-Instrument hat 45 Register auf drei Manualwerken, davon ein Rückpositiv und Pedal. Die Spieltrakturen sind mechanisch.
| I Rückpositiv C–g3 |                     |       |
| 1.                 | Rohrflöte           | 8'    |
| 2.                 | Quintatön           | 8'    |
| 3.                 | Prinzipal           | 4'    |
| 4.                 | Spitzgedackt        | 4'    |
| 5.                 | Sesquialtera (ab c) | 2 ⁄3' |
| 6.                 | Flöte               | 2'    |
| 7.                 | Scharff IV-VI       | 1'    |
| 8.                 | Dulzian             | 16'   |
| 9.                 | Krummhorn           | 8'    |

| II Hauptwerk C–g3 |                       |       |
| 10.               | Quintadena            | 16'   |
| 11.               | Prinzipal             | 8'    |
| 12.               | Gedackt               | 8'    |
| 13.               | Spitzgambe            | 8'    |
| 14.               | Octav                 | 4'    |
| 15.               | Rohrflöte             | 4'    |
| 16.               | Nasat                 | 2 ⁄3' |
| 17.               | Octav                 | 2'    |
| 18.               | Hörnli II             | 2'    |
| 19.               | Mixtur IV-VI          | 2'    |
| 20.               | Mixtur III-IV         | 1'    |
| 21.               | Trompete              | 16'   |
| 22.               | Trompete (horizontal) | 8'    |

| III Brustwerk C–g3 |               |       |
| 23.                | Holzgedackt   | 8'    |
| 24.                | Dulzian       | 4'    |
| 25.                | Gedacktflöte  | 4'    |
| 26.                | Prinzipal     | 2'    |
| 27.                | Quinte        | 1 ⁄3' |
| 28.                | Sifflöte      | 1'    |
| 29.                | Zimbel III-IV | 1⁄2'  |
| 30.                | Vox Humana    | 8'    |
| 31.                | Schalmei      | 4'    |
|                    | Tremulant     |       |

| Pedalwerk C–f1 |                  |        |
| 32.            | Untersatz        | 32'    |
| 33.            | Prinzipal        | 16'    |
| 34.            | Subbass          | 16'    |
| 35.            | Oktav            | 8'     |
| 36.            | Pommer           | 8'     |
| 37.            | Oktav            | 4'     |
| 38.            | Nachthorn        | 4'     |
| 39.            | Rohrflöte        | 2'     |
| 40.            | Rauschpfeife III | 5 1⁄3' |
| 41.            | Mixtur III       | 2'     |
| 42.            | Fagott           | 32'    |
| 43.            | Posaune          | 16'    |
| 44.            | Trompete         | 8'     |
| 45.            | Zinke            | 4'     |

- Koppeln: I/II, III/II, I/P, II/P.

Im Münster ist auch eine Chororgel vorhanden. Sie wurde bereits 1955 ebenfalls von Metzler gebaut und verfügt über 16 Register auf zwei Manualen und Pedal.
| I Hauptwerk C–g3 |            |       |
| 1.               | Prinzipal  | 8'    |
| 2.               | Rohrflöte  | 8'    |
| 3.               | Octav      | 4'    |
| 4.               | Spitzflöte | 4'    |
| 5.               | Flöte      | 2'    |
| 6.               | Larigot    | 1 ⁄3' |
| 7.               | Mixtur     | 1'    |

| II Schwellwerk C–g3 |              |                |
| 8.                  | Gedackt      | 8'             |
| 9.                  | Prinzipal    | 4'             |
| 10.                 | Rohrflöte    | 4'             |
| 11.                 | Sesquialtera | 2 ⁄3' + 1 3⁄5' |
| 12.                 | Octav        | 2'             |
| 13.                 | Cymbel       | 1/2'           |

| Pedal C–f1 |            |     |
| 14.        | Subbass    | 16' |
| 15.        | Gedackt    | 08' |
| 16.        | Choralbass | 04' |

- Koppeln: II/I, II//P, I/P

### Glocken

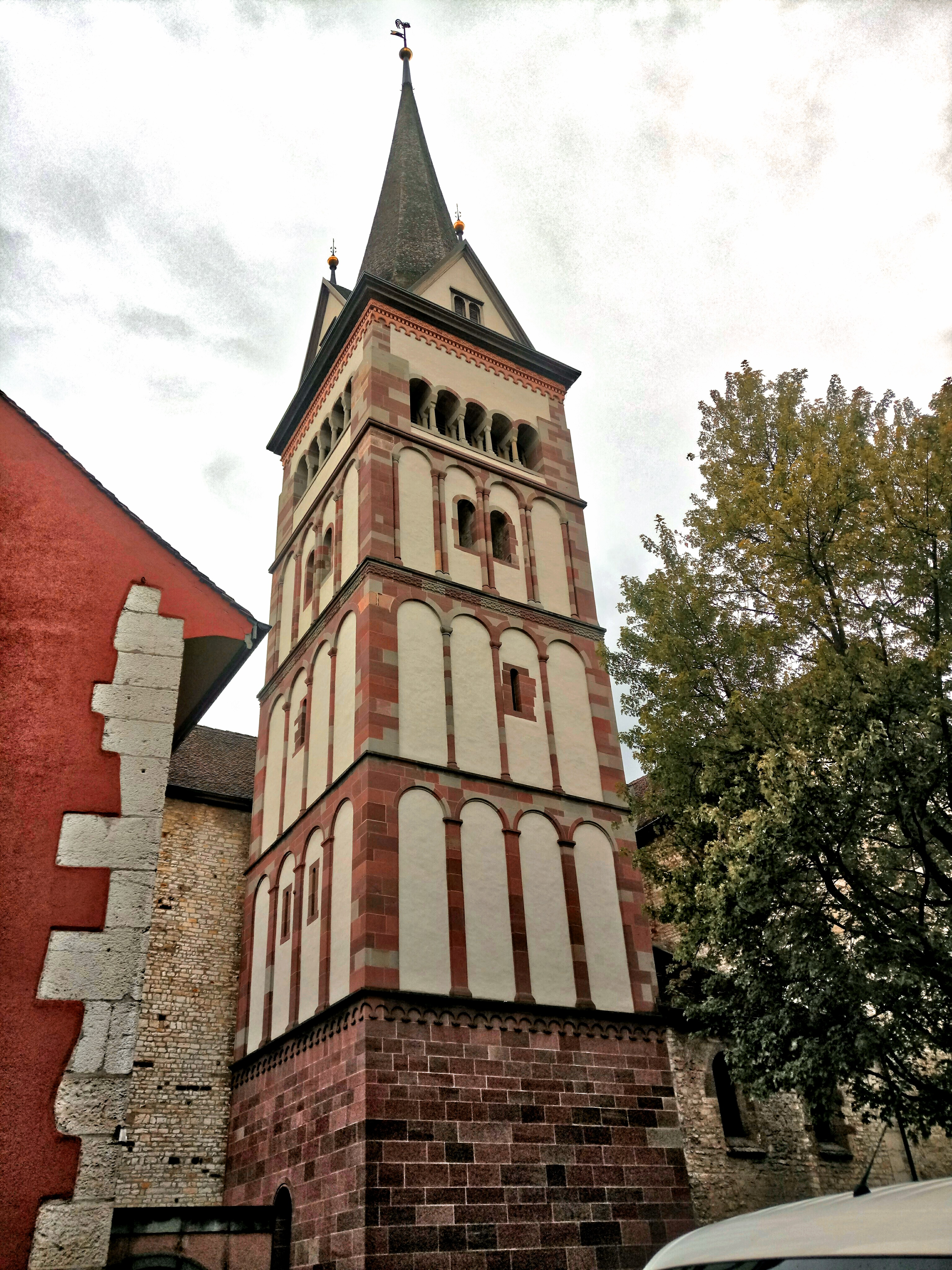
Münsterturm

Im Turm des Münsters hängt ein sechstimmiges Glockengeläut, das von der Giesserei H. Rüetschi aus Aarau im Jahr 1898 gegossen wurde. Die Grosse Glocke entspricht mit Ton, Gewicht und auch der lateinischen Inschrift der berühmten «Schillerglocke» von 1486.
| Glocke | Name            | Gewicht | Schlagton |
| ------ | --------------- | ------- | --------- |
| 1      | Grosse Glocke   | 5263 kg | As°       |
| 2      | Taufglocke      | 2583 kg | c′        |
| 3      | Abendglocke     | 1498 kg | es′       |
| 4      | Morgenglocke    | 1072 kg | f′        |
| 5      | Hochzeitsglocke | 0618 kg | as′       |
| 6      | Kinderglocke    | 0325 kg | c″        |

Im Turm hängt seit 2004 auch wieder die so genannte «Protestglocke» von 1605, die aber nicht zum Geläut gehört und nur zu besonderen Anlässen geläutet wird.

### Ansichten

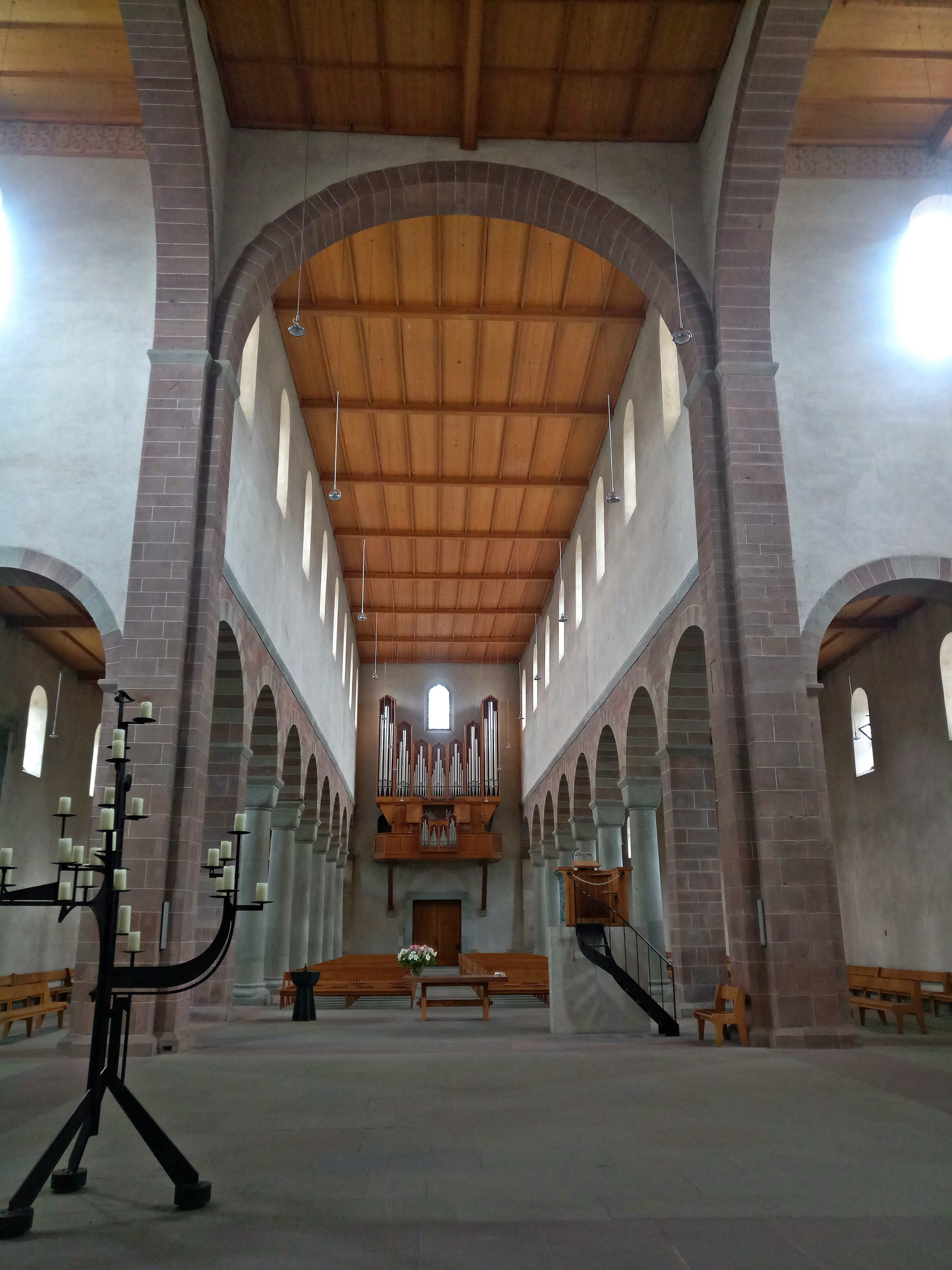
Schaffhausen Münster Innenaufnahme nach Westen
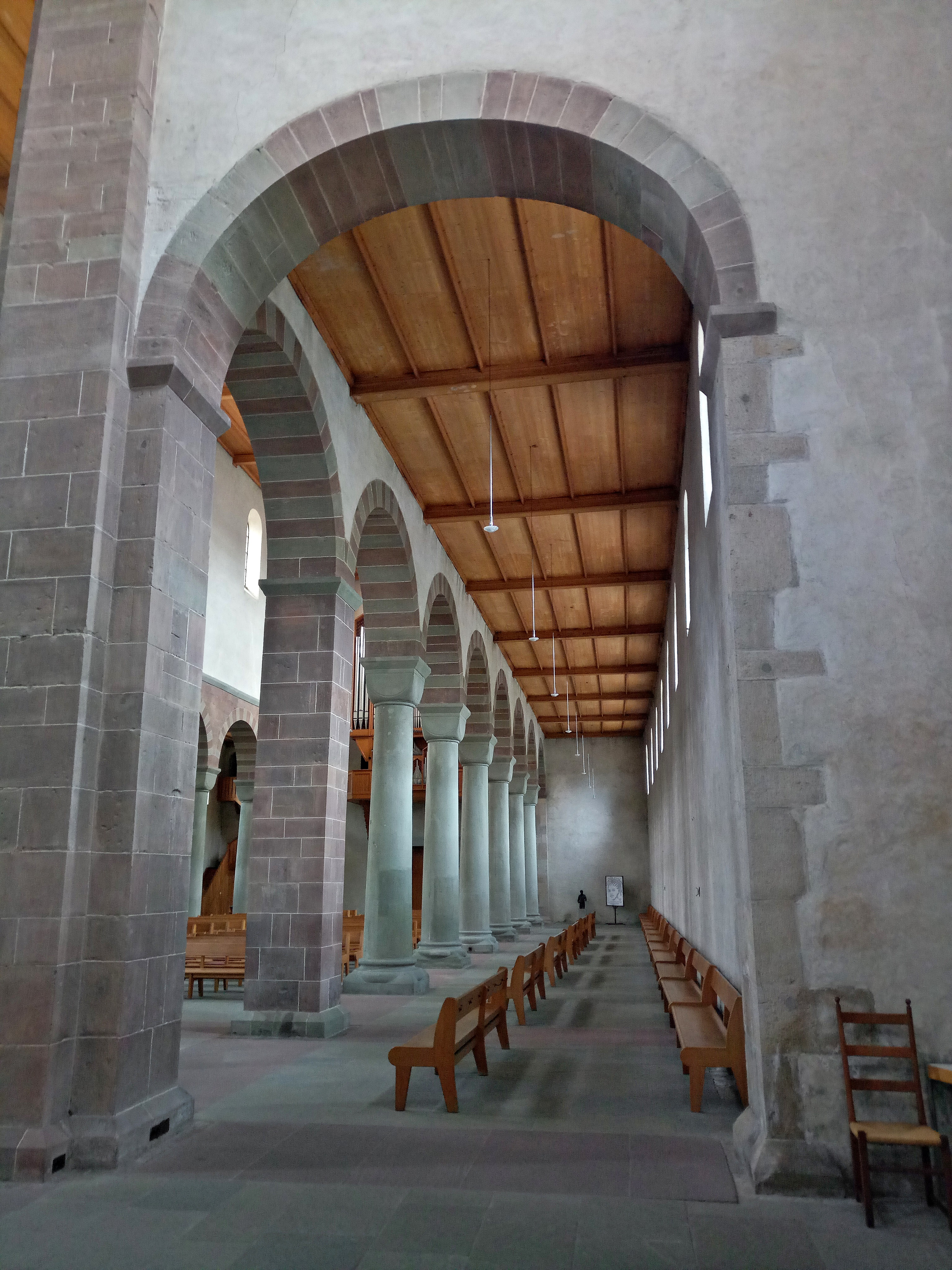
Nördliches Seitenschiff gegen Westen
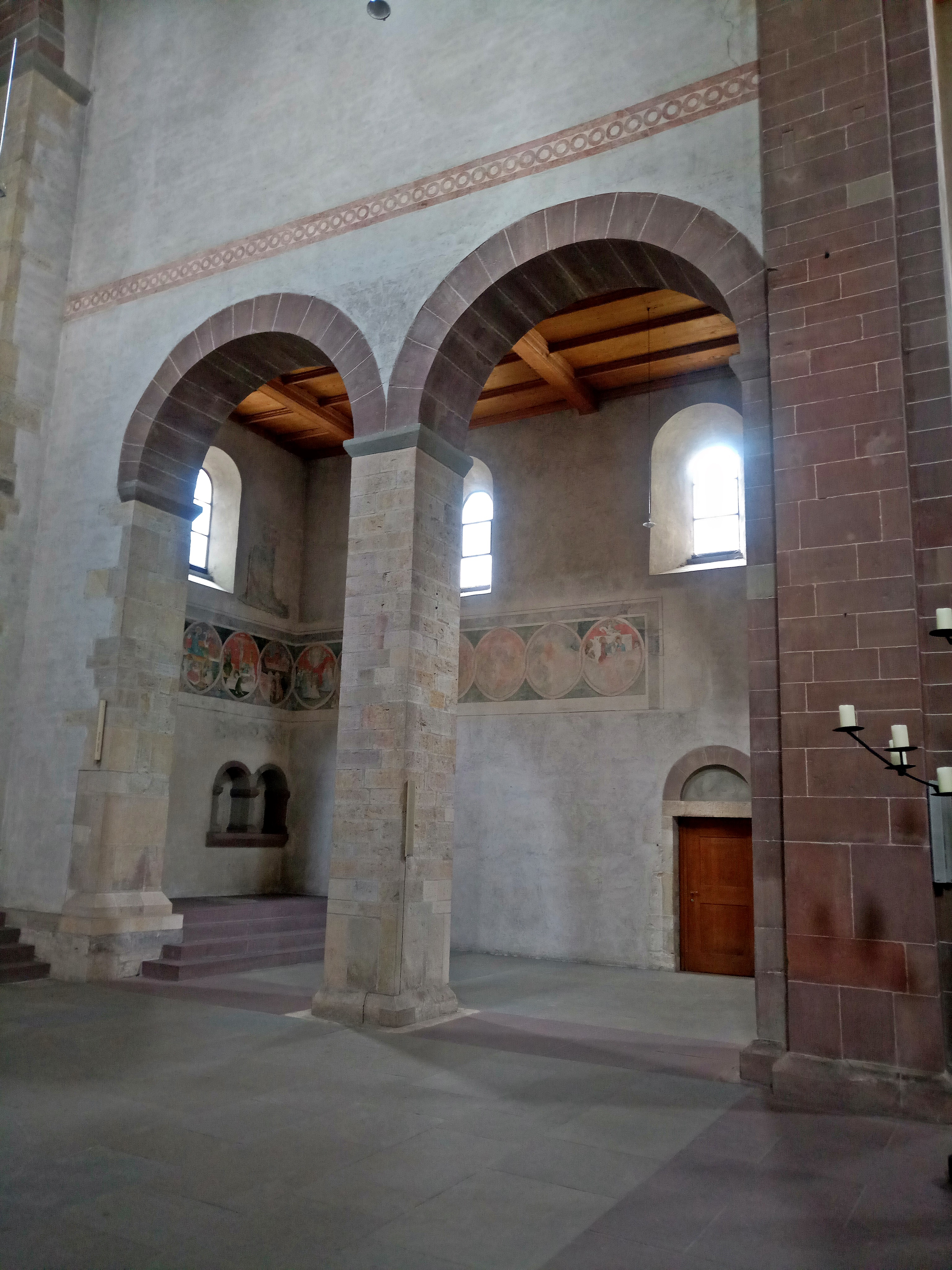
Südlicher Nebenchor mit gotischem Credo-Fries
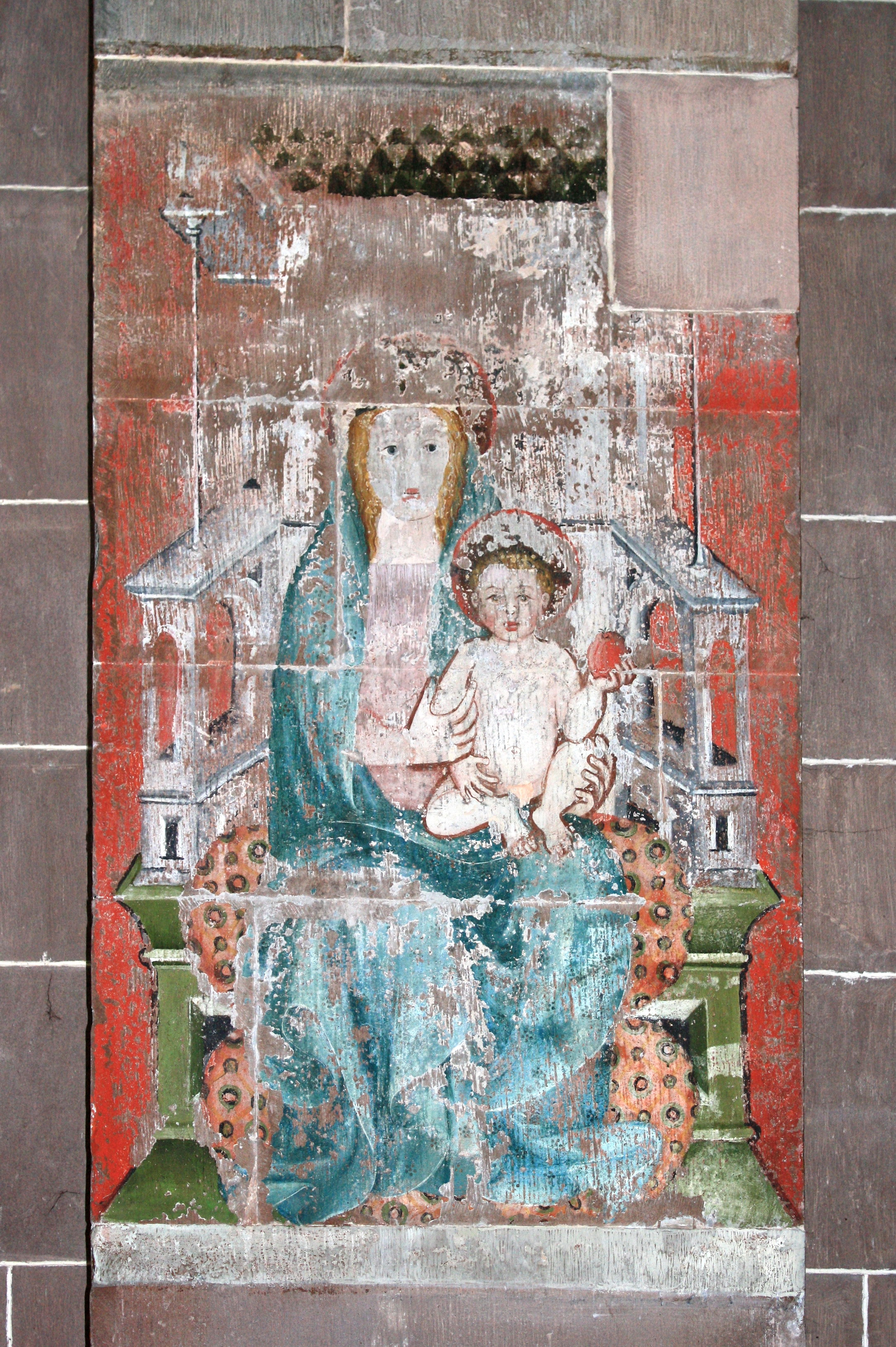
Gotische Mariendarstellung in der Kirche
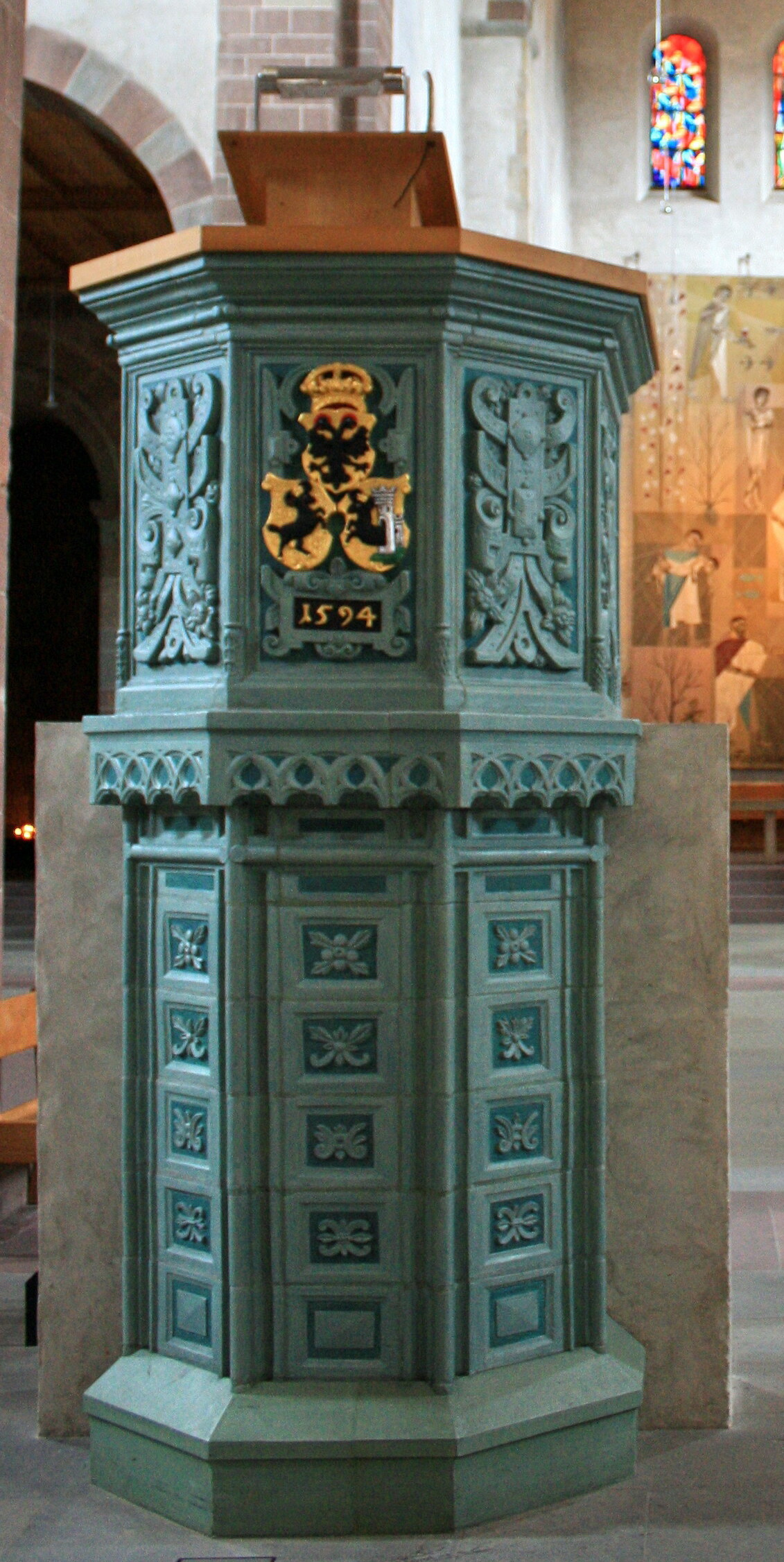
Kanzel von 1594
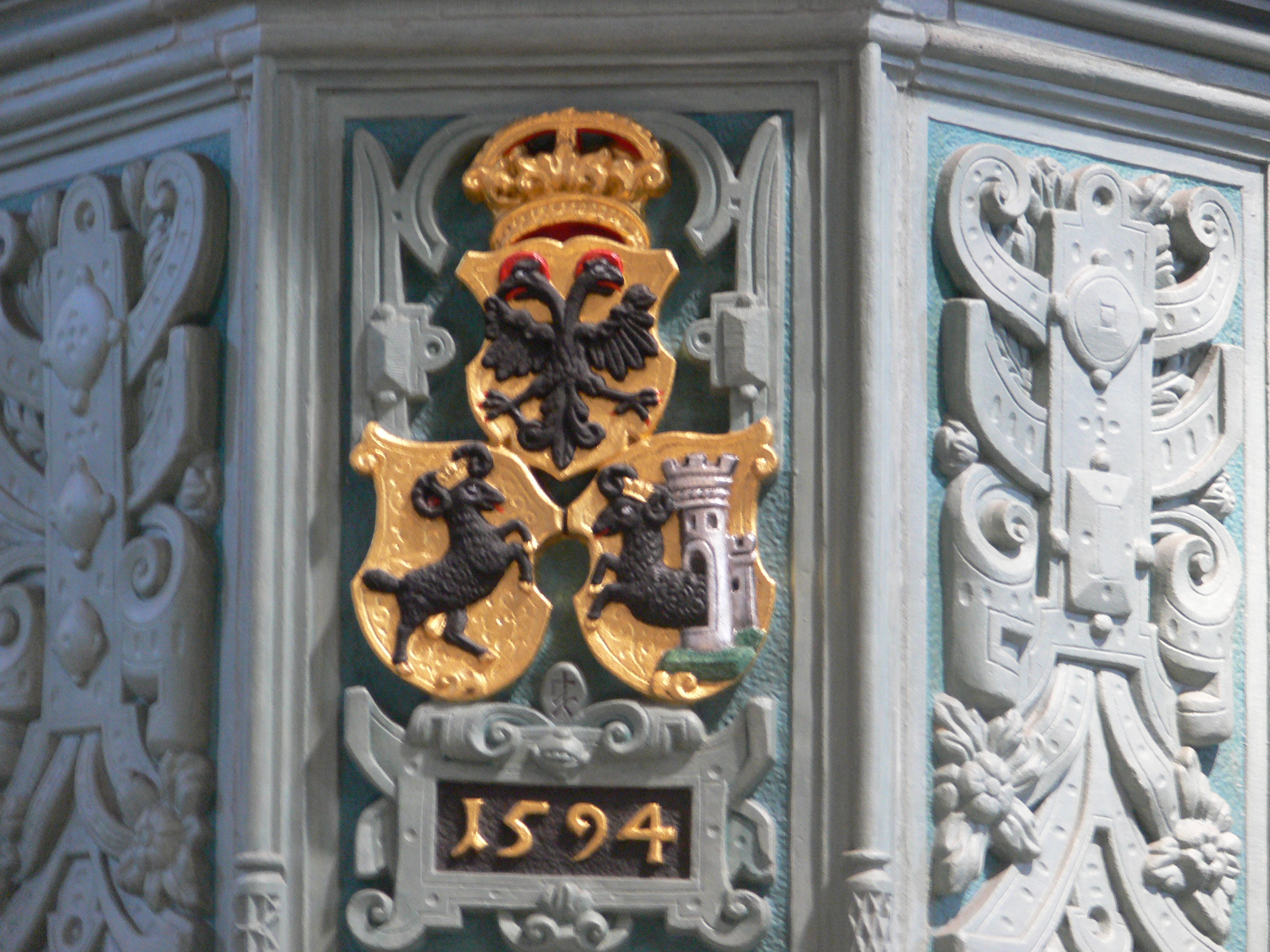
Wappen an der Kanzel

## Museum zu Allerheiligen
Die Stadt Schaffhausen erbaute das Museum zu Allerheiligen auf dem Areal des ehemaligen Klosters in den Jahren 1921 bis 1938, um den grossen kunst- und kulturhistorischen Sammlungen, die Vereine und Private über Jahrzehnte zusammengetragen hatten, einen Ort der Aufbewahrung und Präsentation zu geben. Ein grosser Teil davon ist in den historischen Räumlichkeiten des ehemaligen Klosters untergebracht. Mitinitiator des Museums war Karl Sulzberger (1876–1963) er war an Ausgrabungen in der Pfahlbausiedlung Weier bei Thayngen und am Kesslerloch beteiligt.
Das Museum zeigt Ausstellungen zu den Themen Archäologie, Geschichte, Kunst und Naturkunde. Unter anderem ist eine Nachbildung der prähistorischen Wohnhöhle Kesslerloch zu sehen. Ausserdem sind Funde aus dem Abri Schweizersbild zu sehen.
Im Juni 2010 wurde der letzte von drei Teilen einer neuen Dauerausstellung mit dem Titel Schaffhausen im Fluss: 1000 Jahre Kulturgeschichte eröffnet. Die Ausstellung zeigt die Geschichte der Stadt Schaffhausen von ihrer Gründung bis in die Neuzeit.

## Liste der Äbte von Allerheiligen
- Eberhard VI. von Nellenburg der Selige (* um 1015; † 26. März 1078/79 / 1. März 1080 im Kloster Allerheiligen, Schaffhausen). Er und seine Frau Ita († um 1105/1110), waren die Gründer des Klosters. Ihr Sohn Burkhard liess das Münster bis 1103 fertig erbauen. Die Weihe erfolgte durch den Bischof Gebhard III. von Konstanz (während seiner zweijährigen Verbannung, Gegenbischof war Arnolt).
- Wilhelm Abt des Klosters Hirsau war nach dem Tode Eberhards zwei Jahre Abt von Allerheiligen (1080–1082)
- Sigfrit, ab 1082 bis † 28. Okt. 1096
- Gerhard, zum Abt gewählt am 29. Okt. 1096, dankt 1098 ab, pilgerte nach Rom und Jerusalem
- Adelbert, auch Albertus oder Abt Albrecht von 1099 bis 1131

nach Johann Jakob Rüeger:
- 1. unbekannt
- 2. Liutolf (1064)
- 3. Sigfrid (1082–1096)
- 4. Gerhart (1096–1098)

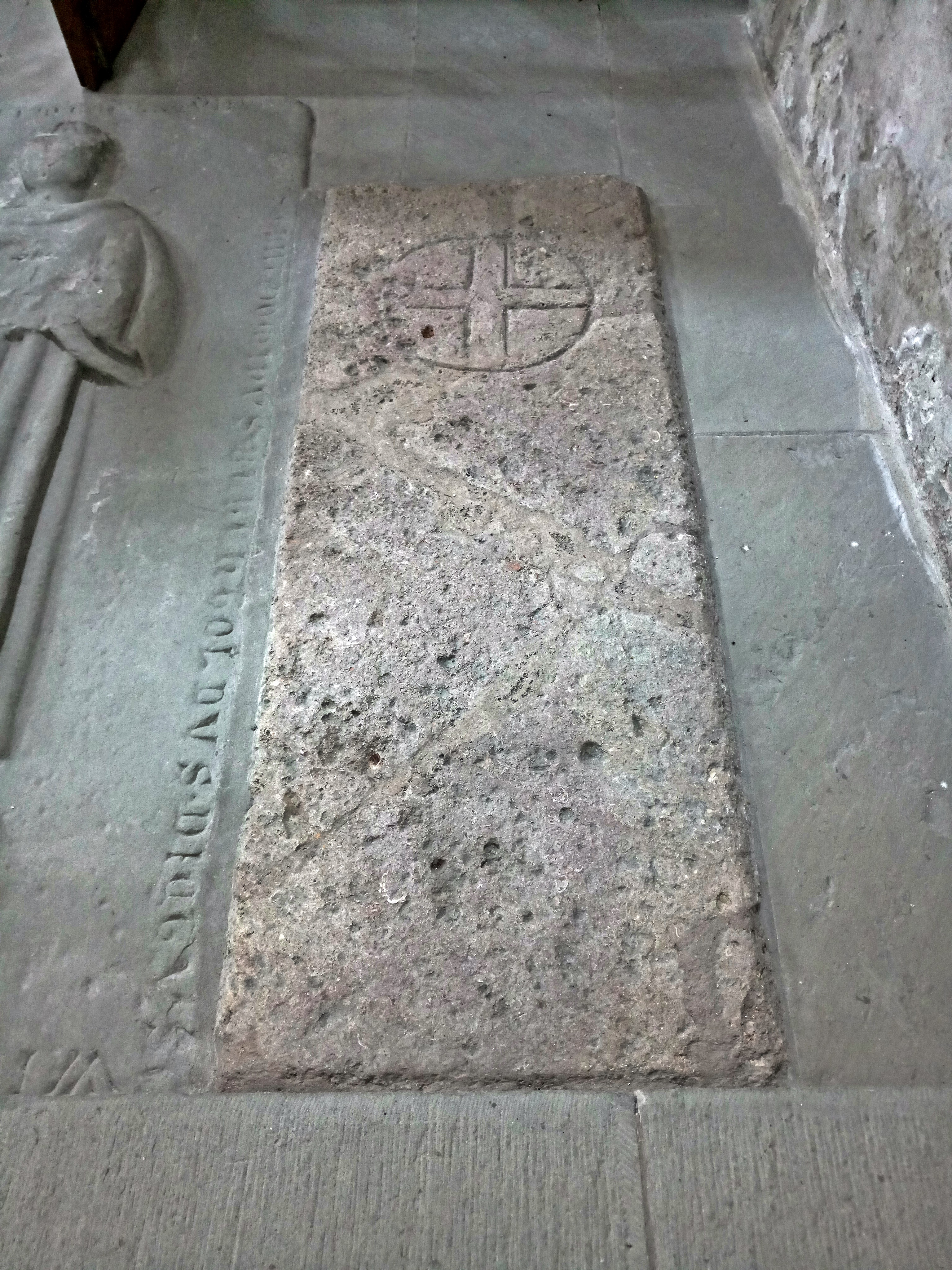
Romanische Abtsgrabplatte im Münster (unbekannt)

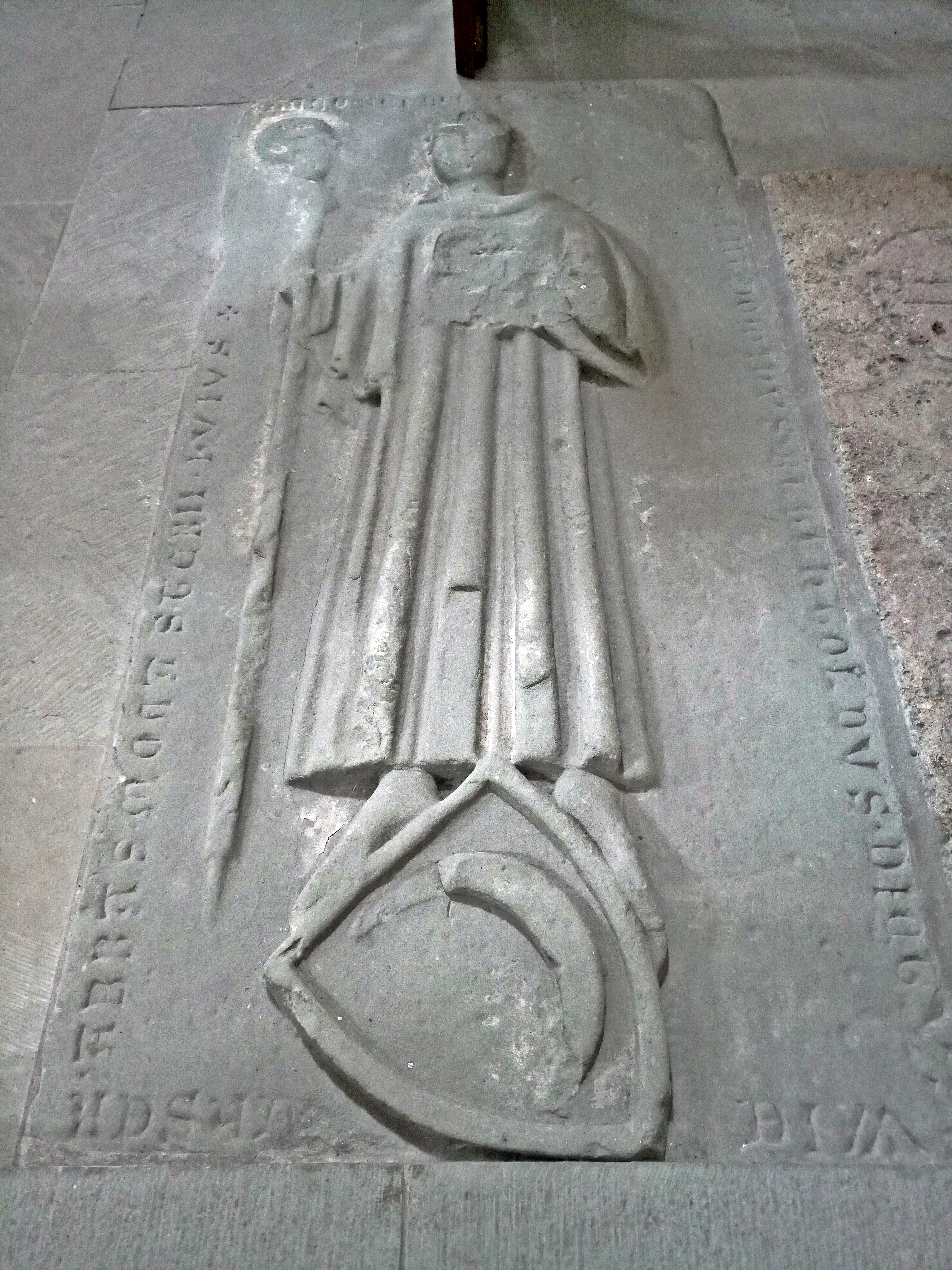
Grabplatte Abt Berchtold I. († 1361), im Münster

- 5. Adelbert I., von Messingen (1099–1131)
- 6. Diepold (?)
- 7. Konrad I., von Gundelfingen (1141)
- 8. Adelbert II. (1142–1145)
- 9. Ulrich I. (1149)
- 10. Konrad II. von Clingenberg (1154)
- 11. Eberhard (1164–1170)
- 12. Nogger (1179)
- 13. Hugo I. (1187–1198)
- 14. Rudolf I. von Thengen (1194–)
- 15. Rudolf II. von Thengen (1208)
- 16. Burchard (1210–1242)
- 17. Hugo II. von Grafenhausen (1256–1259)
- 18. Konrad III. von Henkart (1258–1277)
- 19. Ulrich II. von Immendingen (1280–1296)
- 20. Konrad IV. von Liebenfels (1297–1313)
- 21. Konrad V. von Brandenburg (1313–1321)
- 22. Johannes I. im Thurn (1323–1333)
- (23). Johannes II. von Rettenberg, vermutlich identisch mit vorherigem († 1333)
- 23. Jakob von Henkart (1333–1349)
- 24. Berchtold I. Wiechser (1349– † 1361)
- 25. Johannes II. Dörflinger (1350–1358)
- 26. Walther von Seglingen (1360–1396)
- 27. Berchtold II. von Sissach (1396–1425)
- 28. Johannes III. Peyer im Hof (1425–1442)
- 29. Berchtold III. Wiechser (1442–1466) † 1469
- 30. Konrad VI. Dettikofer (1466–1489)
- 31. Heinrich Wittenhan (1489–1501)
- 32. Michael Eggenstorfer (1501–1524) † 25. Januar 1552, ultimus abbas

Der spätgotische Abtsstab ist erhalten geblieben, er zeigt unter Maria mit dem Jesuskind im Rankenwerk den springenden Schaffhauser Bock.

## Archäologische Befunde
Zum 950. Jahr der «Gründung des Klosters am 22. September 1049» erschien in der Reihe Monographien der Kantonsarchäologie Schaffhausen Band 4 zu Ausgrabungen und Funden auf dem Gelände des Klosters und auf zugehörigen und mit ihm in Verbindungen stehenden Arealen in der Stadt. Vom ersten Kloster blieben nur wenige Teile erhalten, doch «die später angefügte, einzigartige Memorialanlage mit dem Kreuzhof der nellenburgischen Stifterfamilie (wurde) auf archäologischem Wege wiederentdeckt.» Nachgewiesen ist auch ein fünfschiffiges Münster, das aber in den Fundamenten stecken blieb. Im Stadtareal lag der Bau des Doppelklosters St. Agnes, als Neubau die Stadtkirche St. Johann sowie die Stadtbefestigung aus der nellenburgischen Zeit. «Neue dendrochronologische Daten bestätigen die Fertigstellung [des Münsters] zu Beginn des 12. Jahrhunderts.» Nach dem Niedergang «vermochten erst die letzten fünf Äbte mit ihren spätgotischen Neubauten» wieder an die Bedeutung der Frühzeit anzuknüpfen.